# Bao thể

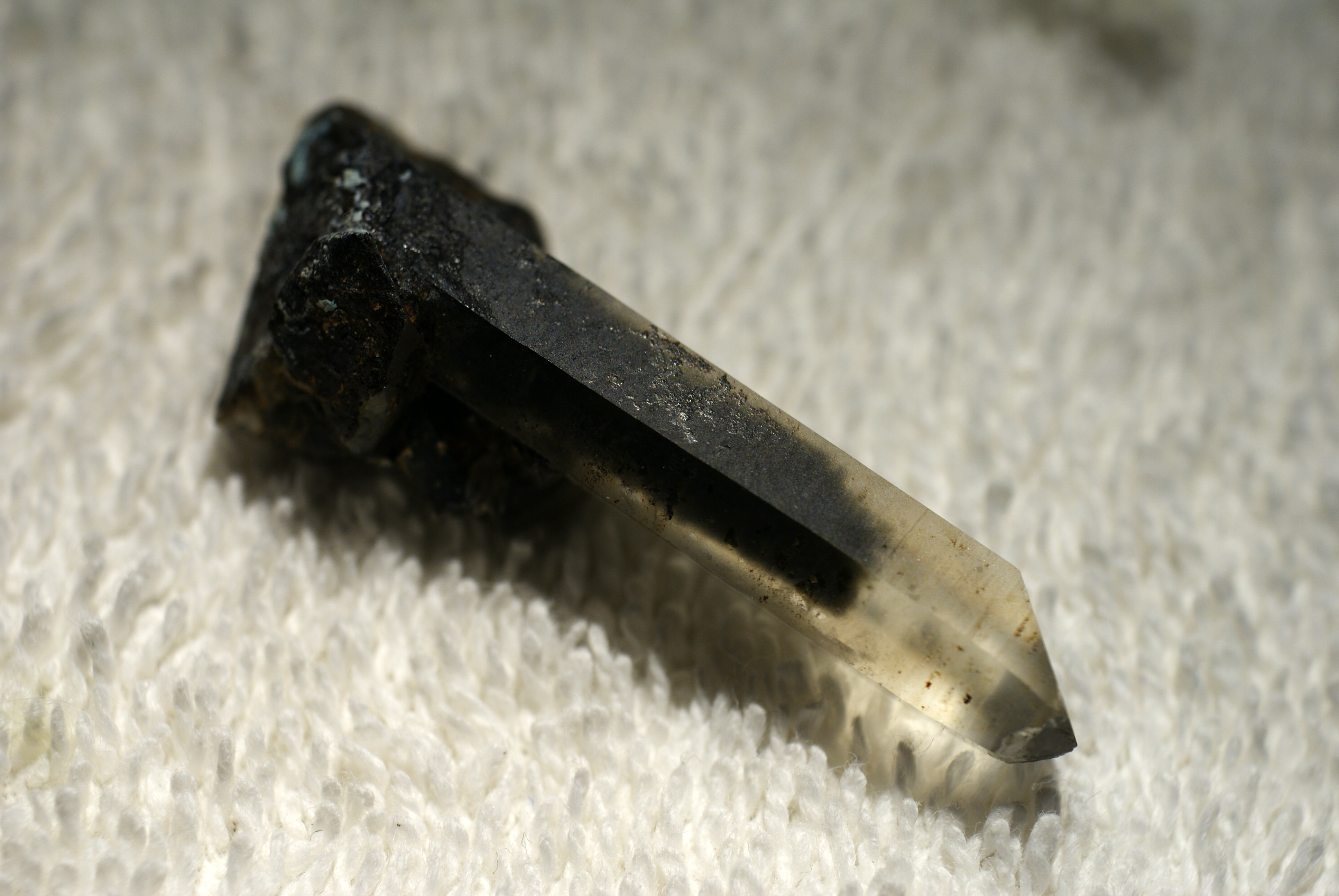
Tinh thể thạch anh chứa bao thể clorit.

Trong khoáng vật học, bao thể là bất cứ loại vật liệu nào bị bắt giữ bên trong khoáng vật trong quá trình nó hình thành.
Trong ngọc học, một bao thể là nó nằm đóng kính bên trong đá quý, hoặc nó kéo dài đến bề mặt của đá quý từ bên trong.
Theo quy luật Hutton, những mảnh vỡ nằm trong đá khác thì có tuổi cổ hơn đá chứa nó. Trong trường hợp này, thì gọi chúng là thể tù hay bị bắt tù.

## Hình ảnh

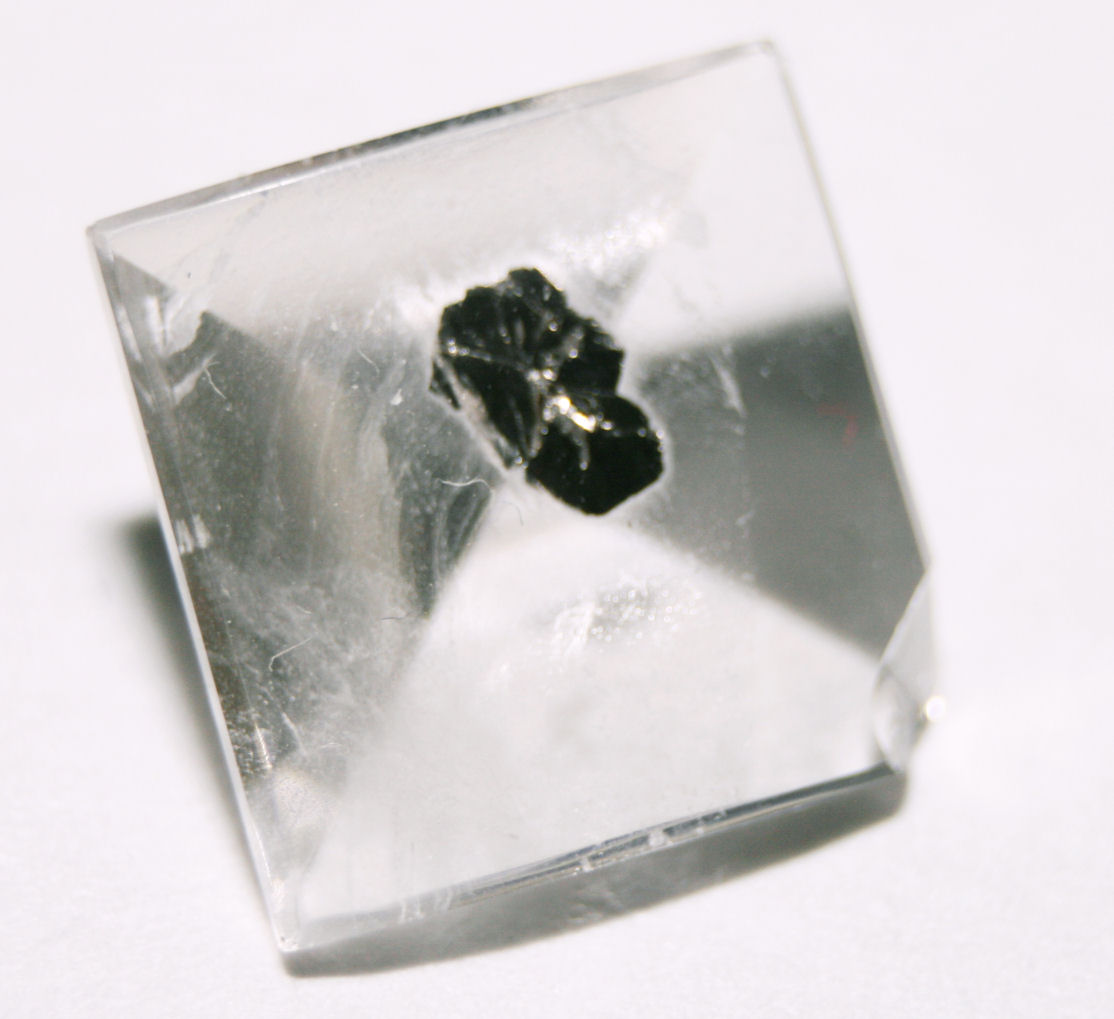
Đá quý trong suốt chứa bao thể kim loại.
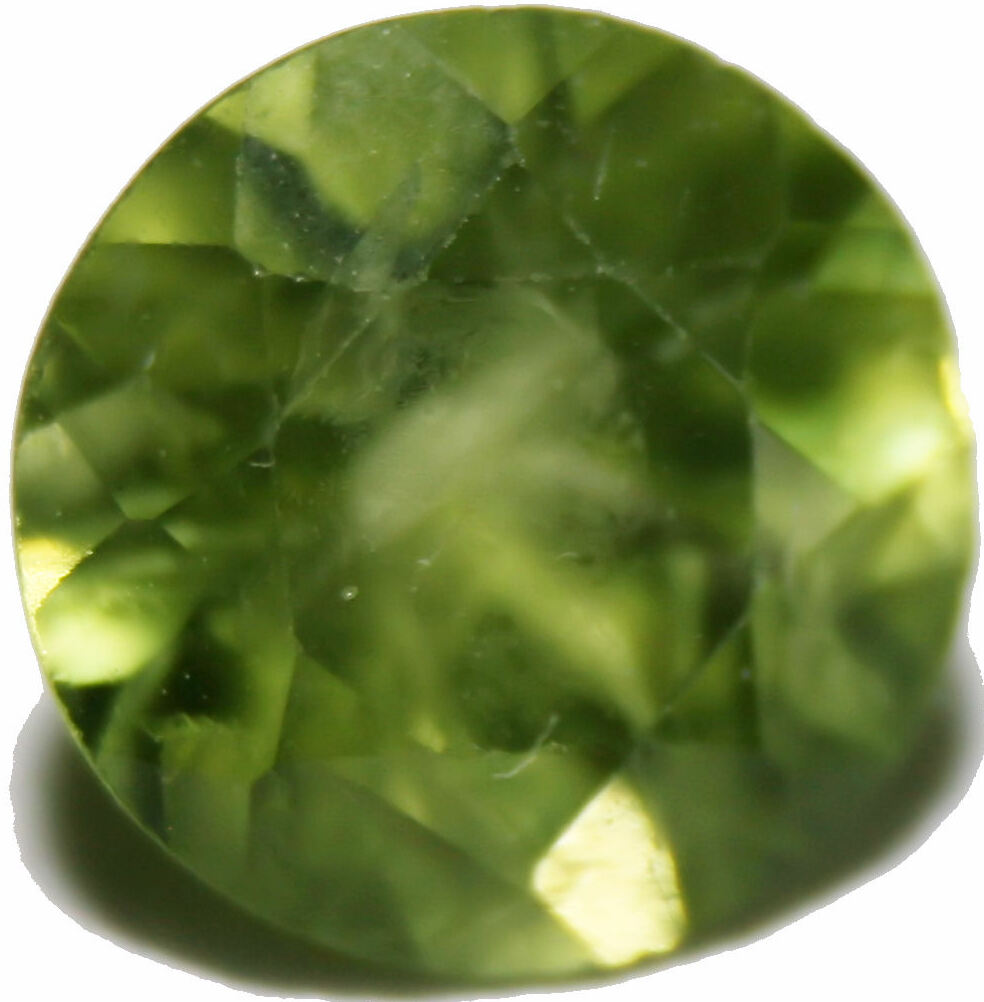
Peridot chứa bao thể màu sữa.
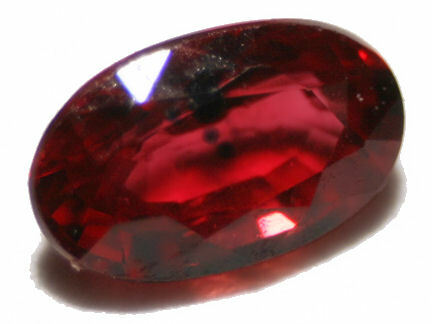
Ruby tự nhiên chứa bao thể.